# Chambre des représentants du Texas
Pour les autres articles nationaux ou selon les autres juridictions, voir Chambre des représentants.
89e législature du Texas
Capitole de l'État du Texas
La Chambre des représentants du Texas (en anglais : Texas House of Representatives) est la chambre basse de la législature du Texas, un État des États-Unis.
Elle se compose de 150 membres qui représentent chacun un district regroupant environ 140 000 habitants. Les représentants sont élus pour deux ans sans limitation de mandat. Ils se réunissent dans le Capitole de l'État du Texas, dans la capitale Austin.

## Système électoral
La Chambre des représentants est composée de 150 sièges pourvus pour deux ans au scrutin uninominal majoritaire à un tour dans autant de circonscriptions.

## Présidence
La chambre est présidée par un Président  (en anglais : Speaker) chargé de maintenir l'ordre et de faire respecter les règles.
Depuis le 12 janvier 2021, le président est le républicain Dade Phelan (en), élu dans le 21e district.